# Le Mayet-d'École
Le Mayet-d'École é uma comuna francesa na região administrativa de Auvérnia-Ródano-Alpes, no departamento Allier. Estende-se por uma área de 6,8 km². Em 2010 a comuna tinha 274 habitantes (densidade: 40,3 hab./km²).